# Cymothoe altisidora
Cymothoe altisidora är en fjärilsart som beskrevs av William Chapman Hewitson 1869. Cymothoe altisidora ingår i släktet Cymothoe och familjen praktfjärilar. Inga underarter finns listade i Catalogue of Life.

## Bildgalleri

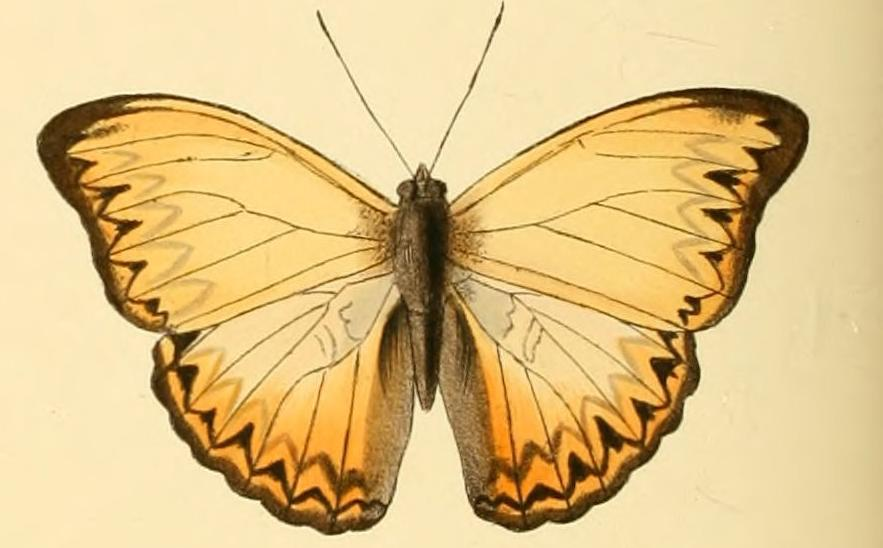
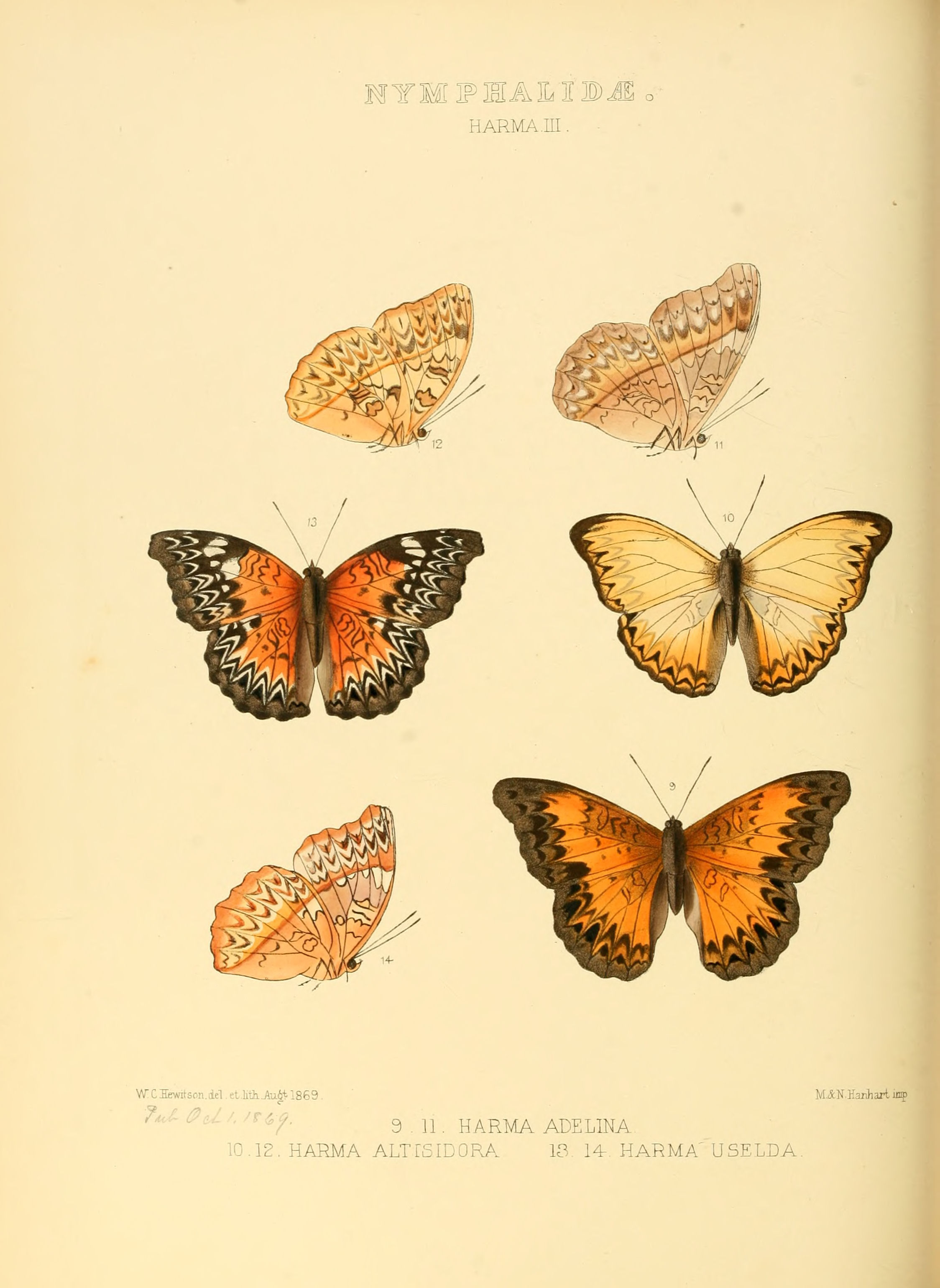